# Canthigaster margaritata
Canthigaster margaritata is een straalvinnige vissensoort uit de familie van kogelvissen (Tetraodontidae). De wetenschappelijke naam van de soort is voor het eerst geldig gepubliceerd in 1829 door Rüppell.